# 阿里列

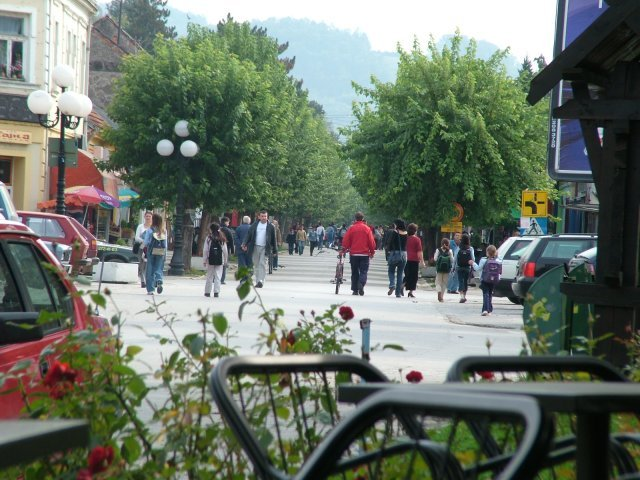

阿里列是塞爾維亞的城鎮，由茲拉提波爾州負責管轄，位於該國西部，距離首府烏日策36公里，面積349平方公里，海拔高度330米，每年平均降雨量約900毫米，2011年人口6,762。

## 外部連結
- Municipality of Arilje （页面存档备份，存于）
- Arilje Community （页面存档备份，存于）